# Manitouwadge
Manitouwadge ist eine kleine Stadt in der kanadischen Provinz Ontario.
Die Stadt hat weniger als 2000 Einwohner. Sie leidet stark unter einer abwandernden Bevölkerung, die aufgrund der Minenschließungen in der Region keine Arbeitsmöglichkeiten mehr findet. Die Stadt wurde in den 1950er Jahren als klassische Bergarbeiter-Stadt aufgebaut, da Gold, Kupfer und Zink in der Region gefunden wurden und man mit dem Abbau der Rohstoffe begann.
Manitouwadge liegt inmitten unberührter Wildnis. Die nächste Stadt mit circa 5.000 Einwohnern ist Marathon, die direkt am Lake Superior liegt. „Manitouwadge“ ist ein indianisches Wort und bedeutet so viel wie „Höhle des großen Geistes“.

## Söhne und Töchter der Stadt
- Mike Moher (* 1962), Eishockeyspieler und -trainer